# Vena coroidea
Las venas coroideas son la vena coroidea superior y la vena coroidea inferior del ventrículo lateral. Ambas venas drenan diferentes partes del plexo coroideo.

## Vena coroidea superior
La vena coroidea superior corre a lo largo del plexo coroideo en el ventrículo lateral. Drena el plexo coroideo y también el hipocampo, el fondo de saco y el cuerpo calloso. Se une con la vena talamostriada superior para formar la vena cerebral interna.

## Vena coroidea inferior
La vena coroidea inferior drena el plexo coroideo anterior hacia la vena basilar.